# Благодатне (Джанкойський район)
Благода́тне (до 1945 року — Конек, Кунек, Кьонек, крим. Könek) — село в Джанкойському районі Автономної Республіки Крим. Розташоване на сході району, входить до складу Світлівської сільської ради. Населення — 189 осіб за переписом 2001 року.

## Географія
Благодатне — невелике село у степовому Криму в присивашші. Висота над рівнем моря — 7 м. Сусідні села: Апрелівка (2 км на північний захід) і Антонівка (2 км на північ). Відстань до райцентру — близько 33 кілометрів, найближча залізнична станція — роз'їзд 30 км (на лінії Джанкой — Феодосія) — близько 23 км.

## Історія
Вперше село згадується у Камеральному Описі Криму… 1784 року, судячи з якого, в останній період Кримського ханства Кунек іменувався як Кучук Майгит і входив до Таманського кадилику Карасубазарського каймакамства.
Після анексії Кримського ханства Російською імперією, у 1784 році село була приписане до Перекопського повіту Таврійської області. Після Павловських реформ, з 1792 по 1802 рік входило до Перекопського повіту Новоросійської губернії. За новим адміністративним поділом, після створення 8 (20) жовтня 1802 Таврійської губернії, Кунек був включений до складу Таганашминської волості Перекопського повіту.
Згідно з Відомістю про усі селища, що в Перекопському повіті перебувають… від 21 жовтня 1805 року в селі Кунек числилося 33 двори, 288 кримських татар, 5 ясир і 52 цигани. На військовій топографічній карті Кримського півострова, складеній у 1817 році генерал-майором Семеном Олександровичем Мухіним в селі Конекі нараховується 50 дворів. На топографічній карті півострова Крим полковника Бєтєва і підполковника Оберга, виданій Військово-топографічним депо у 1842 році у Конек-Тюпі (Конеку) налічується вже 61 двір. У Списку населених місць Таврійської губернії за відомостями 1864 року, складеному за результатами VIII-ї ревізії 1864 року, Конек, який після земської реформи Олександра II був приписаний до Байгончекської волості — власницьке татарське село на один двір і дев'ять мешканців. На трьохверстовій карті Криму 1865–1876 на місці селища позначений лише господарський двір Конека (Конек): після Кримської війни, коли кримські татари масово почали емігрувати в Туреччину, опустіло і селище Конек. Згідно з Пам'ятною книгою Таврійської губернії за 1867 рік село стояло пустим. Не значиться воно і в Пам'ятній книзі Таврійської губернії за 1889 рік.
Після земської реформи 1890 року Конек був віднесений до Ак-Шеіхської волості. Згідно з Календарем і Пам'ятною книжкою Таврійської губернії на 1900 рік в селі Конек числилося 9 жителів у одному дворі. У Статистичному довіднику Таврійської губернії за 1915 рік в Ак-Шеіхській волості Перекопського повіту значиться економія В. А. Княжевича Конек.
На карті-десятиверстці Криму 1922 року, Конек — село Джанкойської округи з 1 — 10 дворами. Згідно зі Списком населенних пунктів Кримської АРСР до Всесоюзного перепису населення 17 грудня 1926 року колективне товариство Коник входило до складу Антонівської сільради Джанкойського району.
У 1944 році кримсько-татарське населення села було депортоване. Коли на місці села Конек виникло село Благодатне — встановити за доступними історичними документами поки не вдалося. До 1986 року село входило до складу Просторненської сільради, пізніше — до Світлівської.